# Steven Culp
Steven Bradford Culp (La Jolla, 3 december 1955) is een Amerikaans acteur, te zien als onder meer agent Clayton Webb in JAG, Majoor Hayes in Star Trek: Enterprise en dokter Rex Van De Kamp in Desperate Housewives. 
In JAG en Star Trek: Enterprise, waarin hij allebei meespeelde tot 2004, werd zijn karakter in beide shows in één en dezelfde week vermoord (bij het openen van het volgende seizoen van JAG bleek hij niettemin toch niet dood te zijn).
Hij vertolkte tweemaal de rol van Robert F. Kennedy: eenmaal in Thirteen Days en eenmaal in de televisiefilm Norma Jean & Marilyn. In de tweedelige televisiefilm/miniserie Impact uit 2008 speelde hij wederom een president van de Verenigde Staten, maar nu een naamloze.
Andere rollen speelde hij in onder meer 24 (agent Ted Simmons, seizoen 2), Jason Goes to Hell: The Final Friday, Star Trek: Nemesis en The West Wing.

## Familie
Zijn halfzus, Kathryn Harvey, werd op 1 januari 2006, samen met haar man en twee kinderen vermoord in Virginia. De dader staat de doodstraf te wachten.